# František Poulík
František Poulík (* 25. listopadu 1943 v Jiříkovicích) je bývalý český fotbalový brankář. Je předsedou TJ Sokol Jiříkovice (aktuální k 8. září 2016).

## Hráčská kariéra
V nejvyšší soutěži odchytal 1 utkání za Zbrojovku Brno, za kterou hrál i ve druhé lize.

### Ligová bilance
| Ročník                                   | Zápasy | Góly | Klub                |
| ---------------------------------------- | ------ | ---- | ------------------- |
| 2. československá fotbalová liga 1967/68 | -      | 0    | TJ Spartak ZJŠ Brno |
| 2. československá fotbalová liga 1968/69 | -      | 0    | TJ Zbrojovka Brno   |
| 2. československá fotbalová liga 1969/70 | -      | 0    | TJ Zbrojovka Brno   |
| 2. československá fotbalová liga 1970/71 | 1      | 0    | TJ Zbrojovka Brno   |
| 1. československá fotbalová liga 1971/72 | 1      | 0    | TJ Zbrojovka Brno   |
| CELKEM 1. LIGA                           | 1      | 0    |                     |